# Bruno Mauricio de Zabala
Bruno Mauricio de Zabala (Durango (Espanha), 6 de outubro de 1682 – Rio Paraná, 31 de janeiro de 1736)  foi um soldado espanhol e administrador colonial que serviu como governador da região do Rio da Prata de 1717 a 1734 e fundou a cidade de Montevidéu, capital do atual Uruguai.

## Biografia

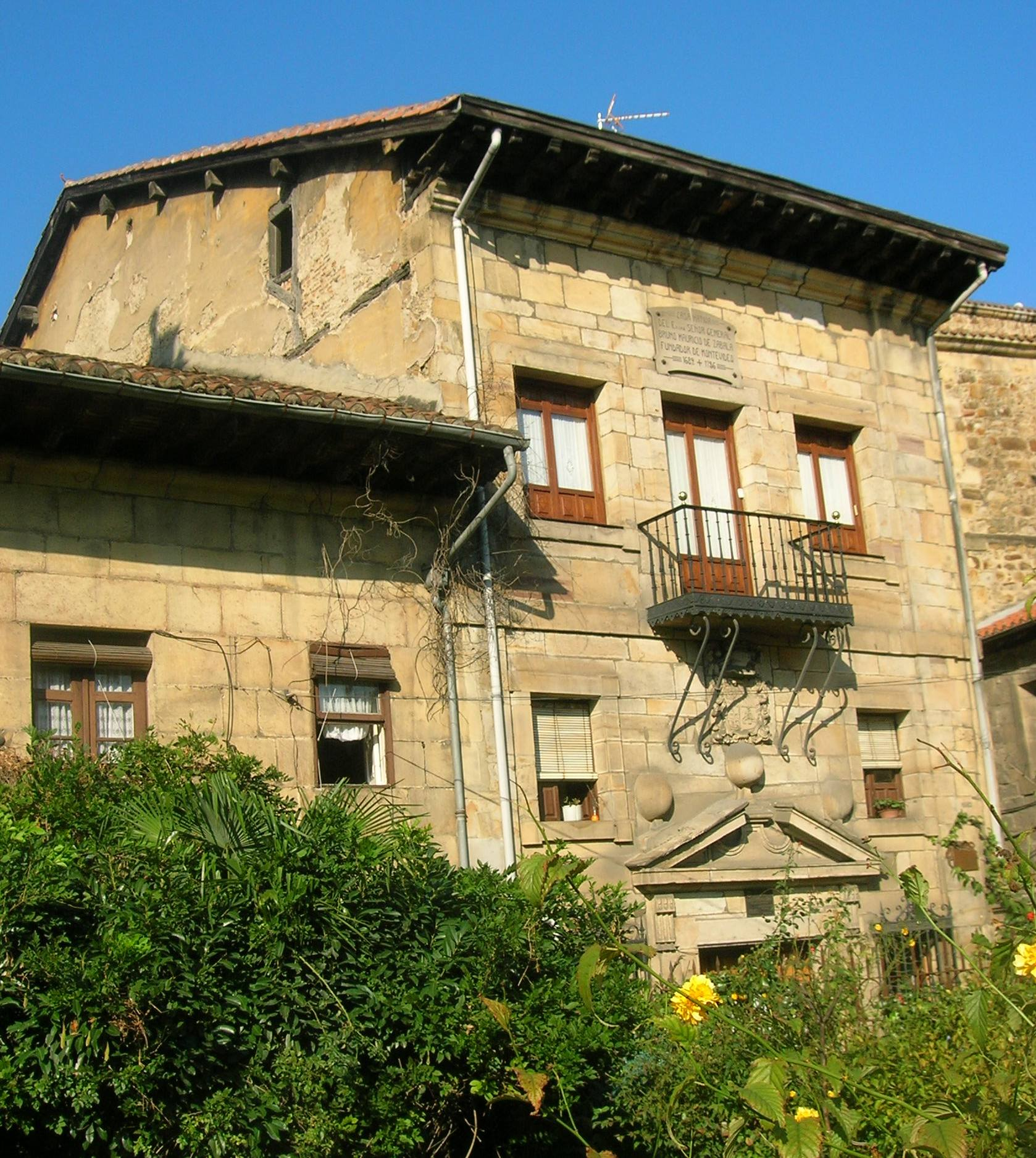
Local de nascimento de Zabala

Filho de um ilustre comerciante que fez fortuna no Novo Mundo, Bruno Mauricio de Zabala nasceu em Zabala, então localizado fora dos muros de Durango, mas agora parte da cidade na província da Biscaia. Seu local de nascimento foi preservado até hoje, e uma de suas paredes tem duas placas comemorativas de suas conquistas militares no exterior.

Em 1717, Zabala foi nomeado capitão geral do Rio da Prata, onde suprimiu a pirataria e enfrentou os portugueses, que buscavam reivindicar o rio da Prata para si. Em 1724, para enfrentar esses rivais, Zabala construiu uma fortaleza costeira. Este povoado, denominado San Felipe y Santiago de Montevidéu, tornou-se o centro do controle espanhol sobre a Banda Oriental e, posteriormente, a capital do Uruguai. Em 1725 e 1735, Zabala serviu brevemente como governador interino do Paraguai, então parte do Vice-Reino do Peru, onde acabou morrendo de derrame aos 53 anos.